# Réserve de faune de Krau
La réserve de faune de Krau est une réserve située au Pahang en Malaisie. C'est la plus grande zone protégée de la Malaisie péninsulaire, après celle du parc national de Taman Negara. Elle a été établie par l'administration britannique durant l'époque coloniale en 1923-1924. Sa superficie est de plus de  60 000 ha soit plus de 600 km2. Son point culminant est le Gunung Benon, un dôme de granite massif qui surplombe le nord-ouest de la réserve à 2 107 m d'altitude.
L'accès est normalement réservé aux chercheurs et un permis doit être délivré par le Département du patrimoine naturel et des parcs nationaux à Kuala Lumpur mais on cherche aussi à y développer un peu de tourisme. Deux maisons forestières, celle de Kuala Lompat et celle de Kuala Gandah, hébergent les chercheurs.

## Climat
Le climat est tropical. Les pluies sont particulièrement fréquentes en avril et mai ainsi que d'octobre à janvier. Les inondations sont probables en décembre et janvier.
La saison de février à septembre, période moins pluvieuse, est propice à l'observation de la faune et la flore ; Les mois d'avril, mai et juin sont les plus propices pour l'observation des oiseaux.

## Flore
La réserve de faune de Krau est couverte de forêts de Dipterocarpaceae. On y voit aussi le long des rivières Sungai Krau et Sungai Lompat, habitats alluviaux fréquemment inondés, de nombreux grands arbres à gousses et de nombreux figuiers dont des figuiers étrangleurs banians, ce qui explique sans doute la prolifération des singes dans les environs. Il y a aussi le caractéristique Saraca thaipingensis dont les fleurs poussent directement sur le tronc de l'arbre.

## Faune

### 115 espèces de mammifères
On peut rencontrer 115 espèces de mammifères dans la réserve de faune de Krau dont 17 espèces de carnivores et 39 espèces de chauve-souris et autres petits mammifères :
- Tigre de Malaisie et petits chats sauvages dont chat de Temminck[2] ; civette dont civette malaise ; loutre cendrée à petites griffes ...
- Gibbon lar (gibbon à mains blanches) et siamang[3], macaque crabier ; semnopithèque de Sumatra et semnopithèque obscur ; loris paresseux ;
- Éléphant d'Asie ;
- Seladang (ou gaur) ;
- Cerf, chevrotain malais et sanglier ;
- Chauve-souris, rat arboricole etc.

### 190 espèces d'oiseaux
Il y a :

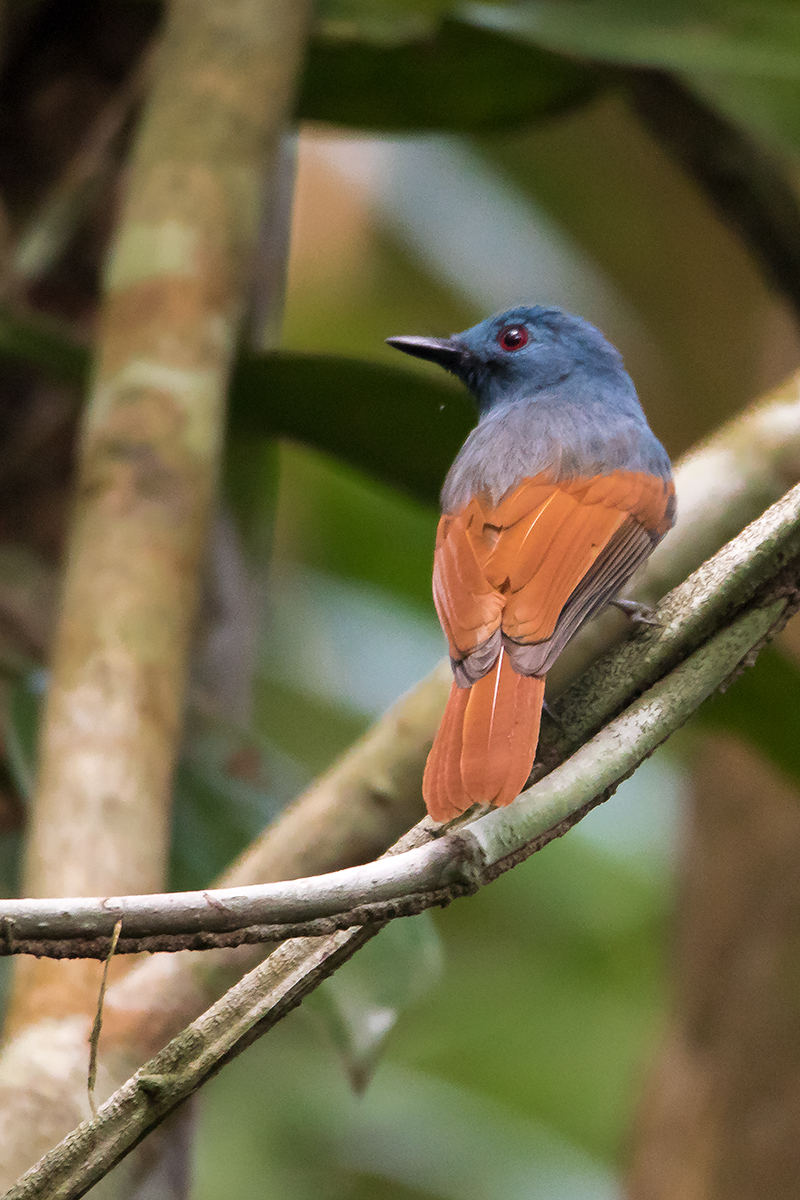
Philentome à ailes rousses

- des oiseaux passereaux dont la brève géante, le philentome  à ailes rousses (philentoma pyrhoptera) ...
- des faisans dont l'éperonnier malais,le faisan noble et le roulroul couronné...
- des pic dont le pic à ventre blanc...
- des chouettes et des podarges dont le rare podarge oreillard...
- sans compter jusqu'à huit espèces de calaos, des bulbuls, des barbus, des pigeons, des eurylaimes dont le caractéristique eurylaime vert des forêts, des verdins, des souïmangas etc.[4]